# Salsoloideae
Die Salsoloideae sind eine Unterfamilie in der Familie der Fuchsschwanzgewächse (Amaranthaceae). Früher wurden sie zur Familie der Gänsefußgewächse (Chenopodiaceae) gestellt.

## Beschreibung
Zu den Salsoloideae gehören krautige Pflanzen, Halbsträucher, Sträucher und einige Bäume. Stängel oder Blätter sind oft sukkulent. Der Samen enthält einen spiraligen Embryo.
Bei den meisten Gattungen bilden die Blütenhüllblätter zur Fruchtzeit häutige Flügel aus, welche die Verbreitung der Frucht durch den Wind ermöglichen (Anemochorie).

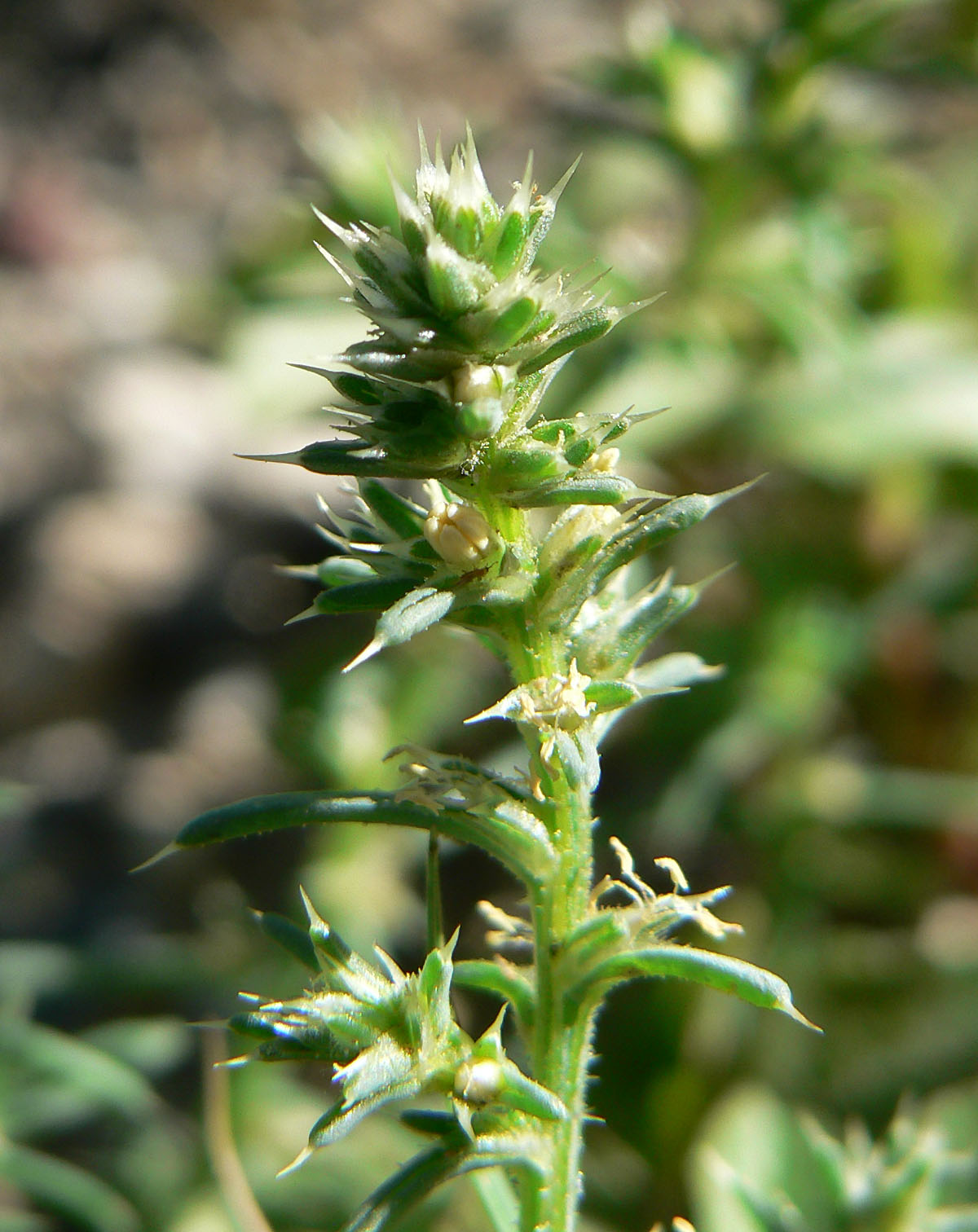
Tribus Salsoleae: Ruthenisches Salzkraut (Salsola tragus)

Kennzeichnend für Tribus Caroxyleae ist, dass die Staubbeutel an der Spitze ein blasenförmiges, farblich abgesetztes Anhängsel tragen, welches wohl Insekten zur Bestäubung anlockt. Bei Tribus Salsoleae fehlt dieses Anhängsel oder ist sehr klein und gleichfarbig wie die Staubbeutel.

## Photosyntheseweg
Die Salsoloideae sind C4-Pflanzen (abgesehen von wenigen Ausnahmen unter den Salsoleae). Während bei den Caroxyleae ausschließlich C4 vom NAD-Malatenzym-Typ vorkommt, findet sich bei den Salsoleae meist der NADP-Malatenzym-Typ.

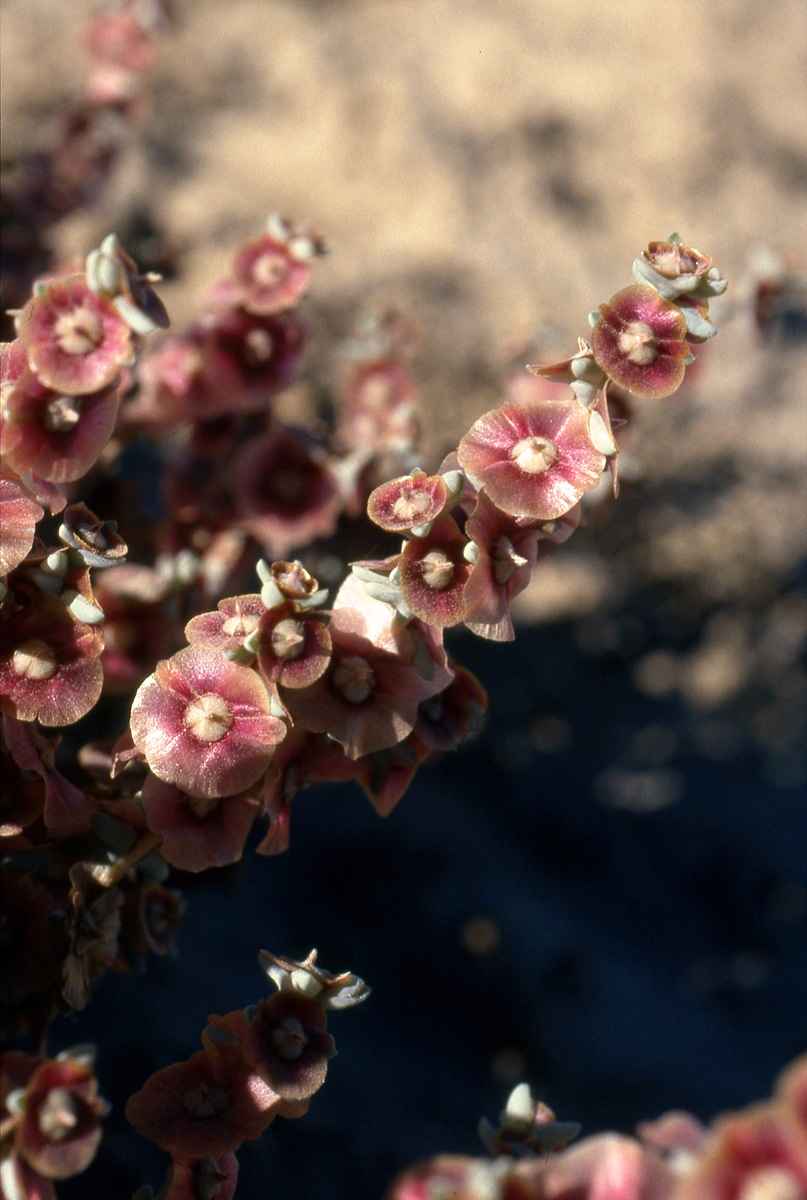
Tribus Caroxyleae: Climacoptera turcomanica, fruchtend

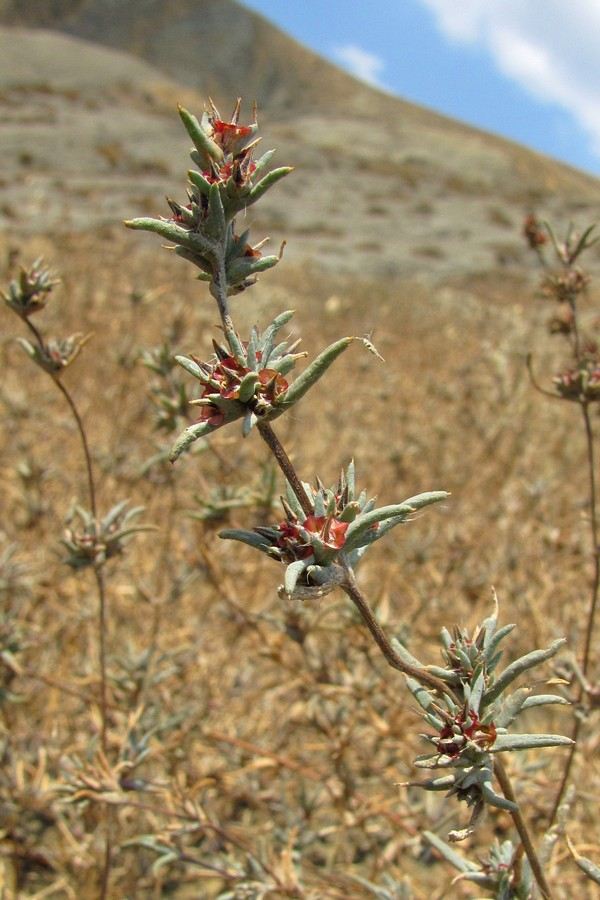
Tribus Caroxyleae: Pyankovia brachiata

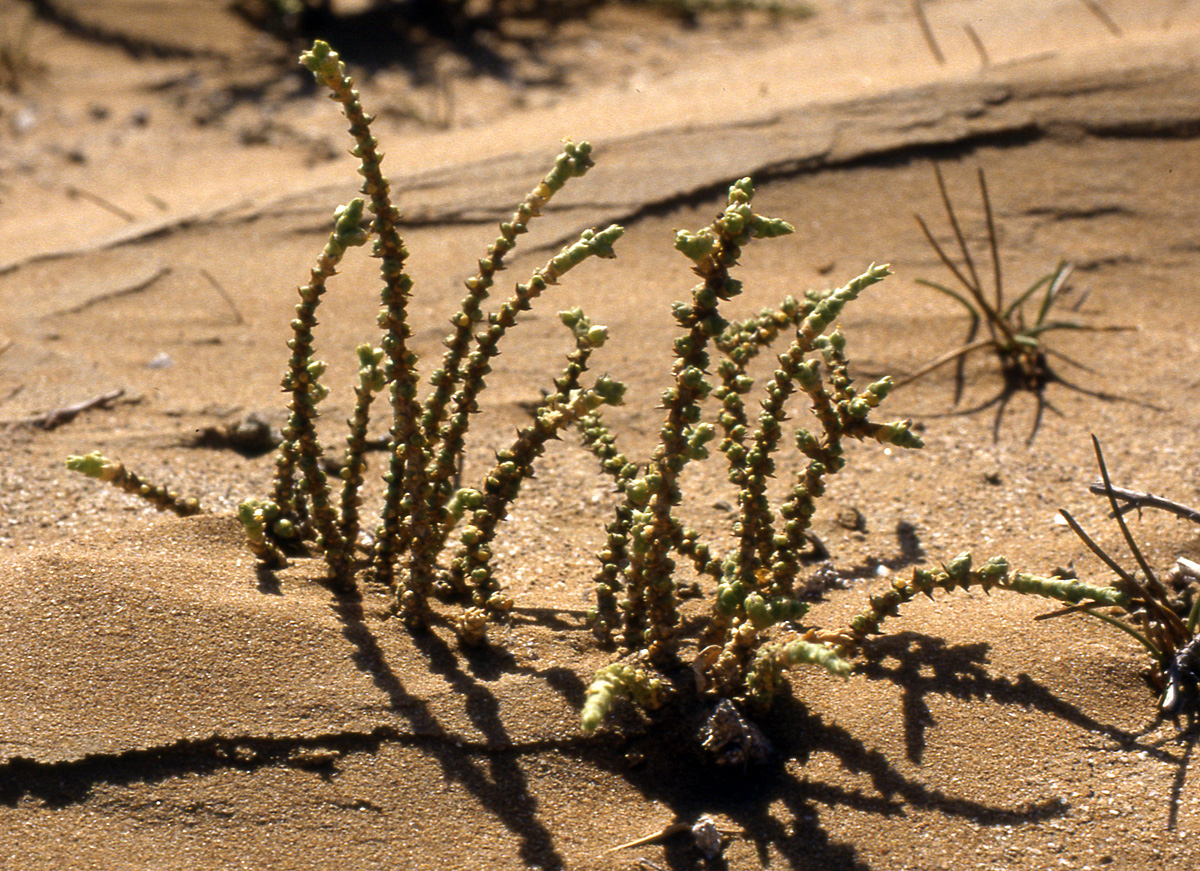
Tribus Salsoleae: Cornulaca monacantha

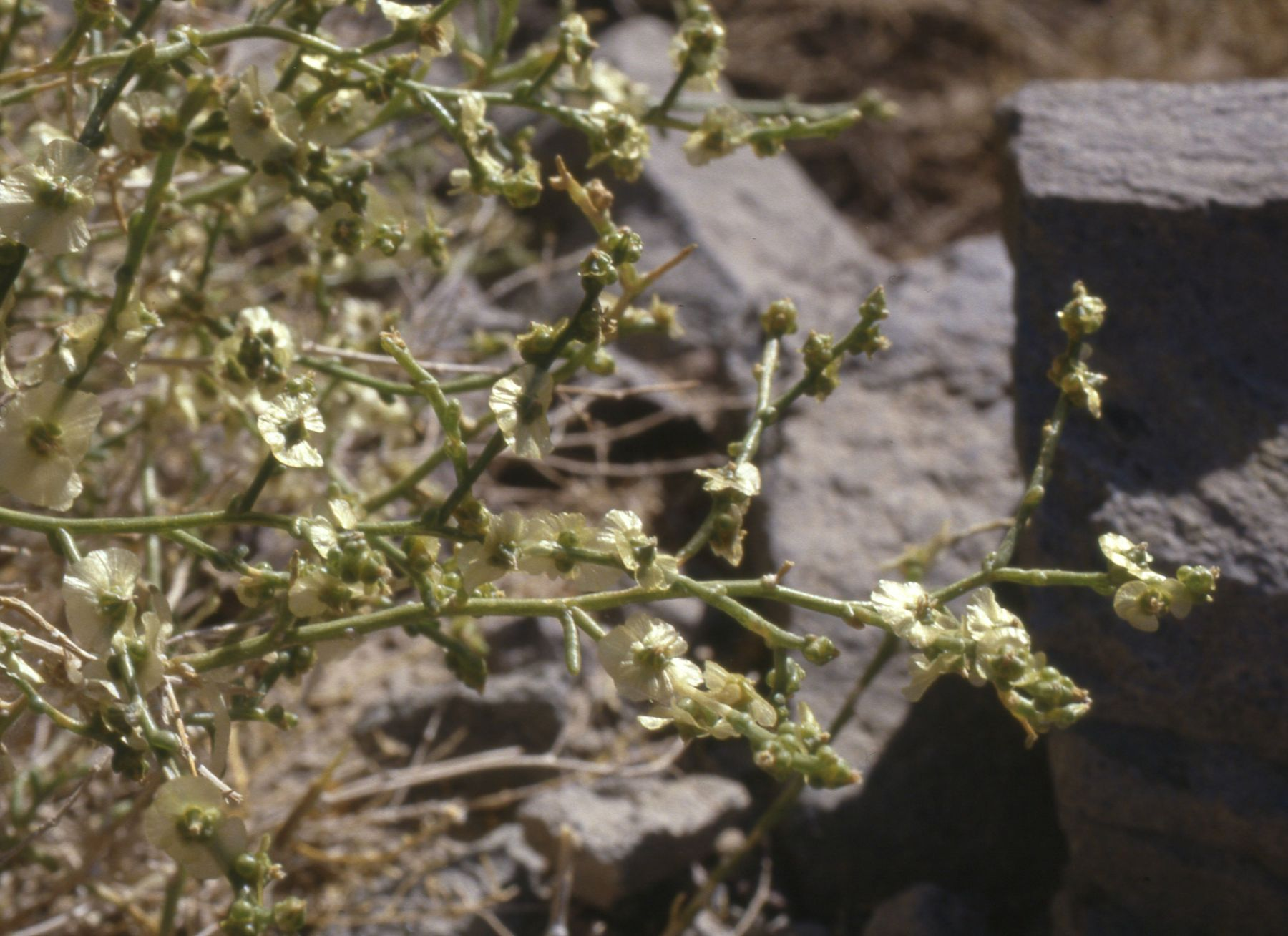
Tribus Salsoleae: Halothamnus subaphyllus, fruchtend

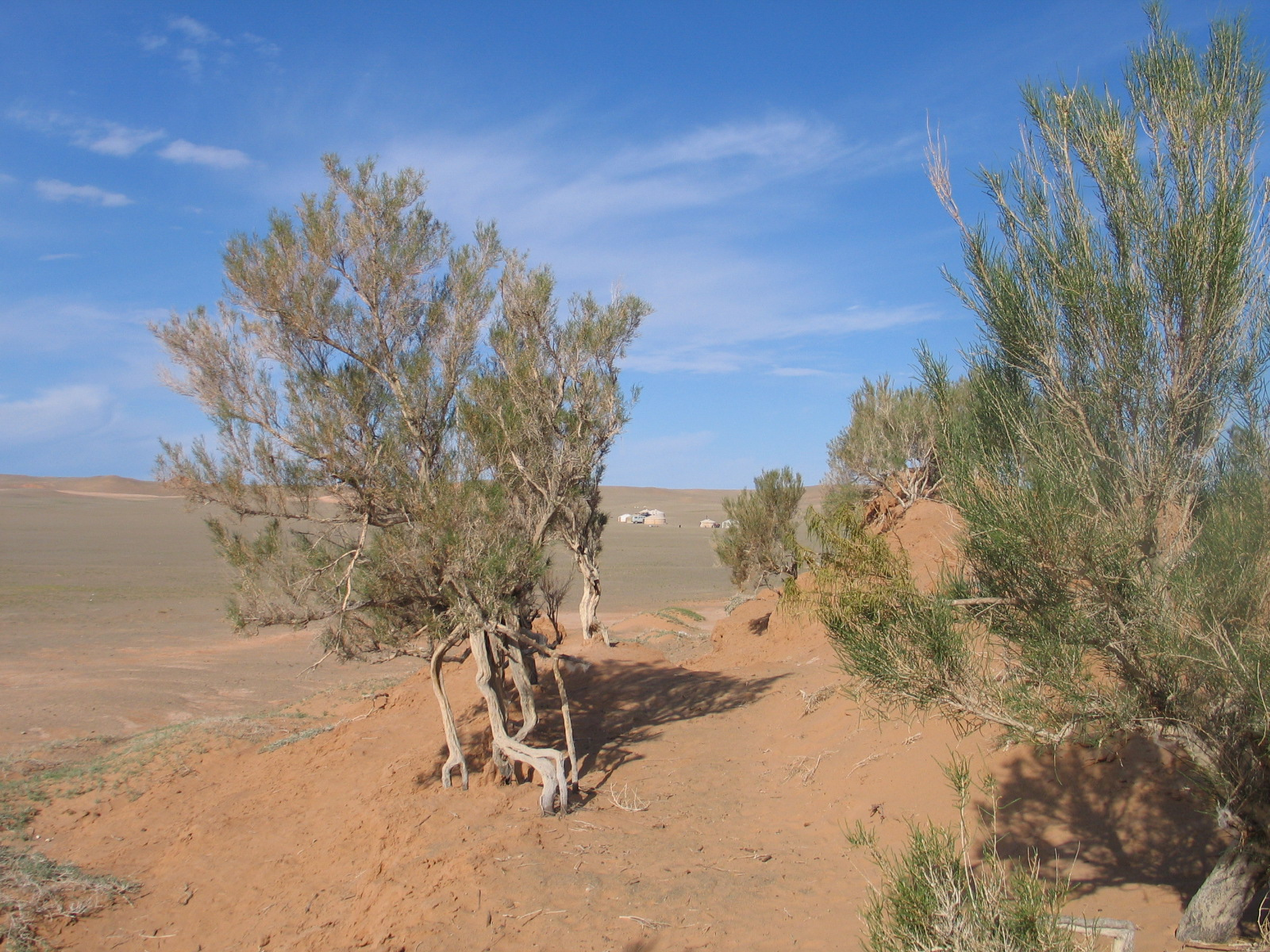
Tribus Salsoleae: Saxaul (Haloxylon ammodendron)

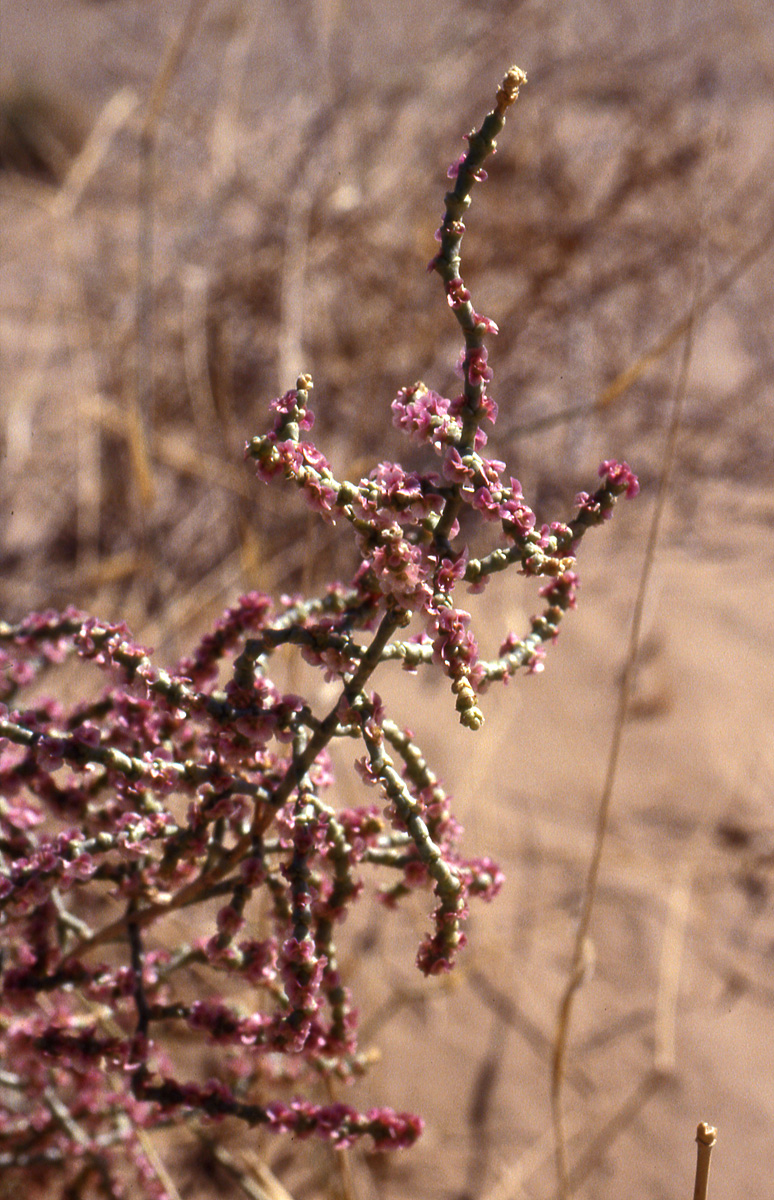
Tribus Salsoleae: Hammada griffithii, fruchtend

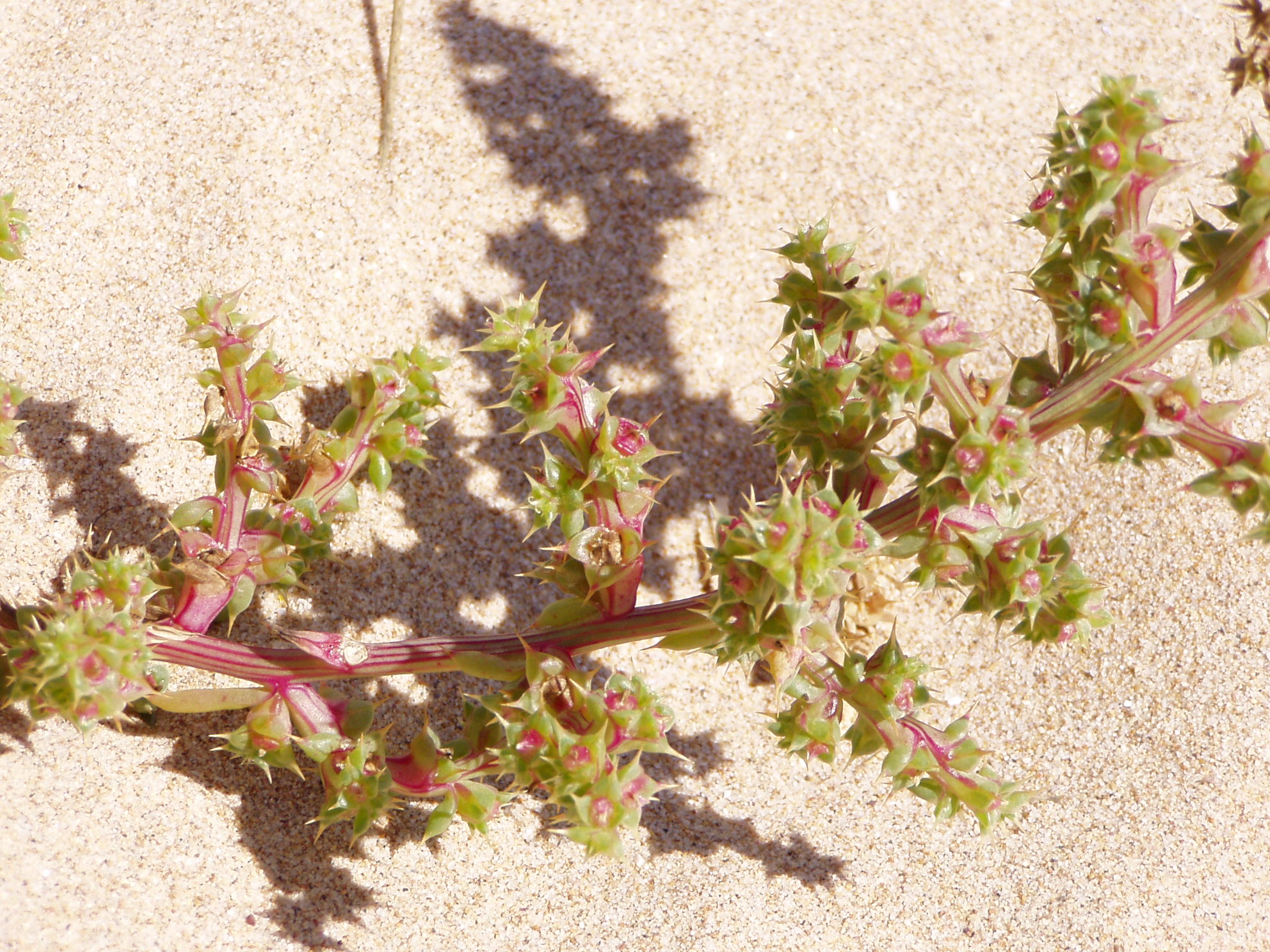
Tribus Salsoleae: Kali-Salzkraut (Salsola kali)

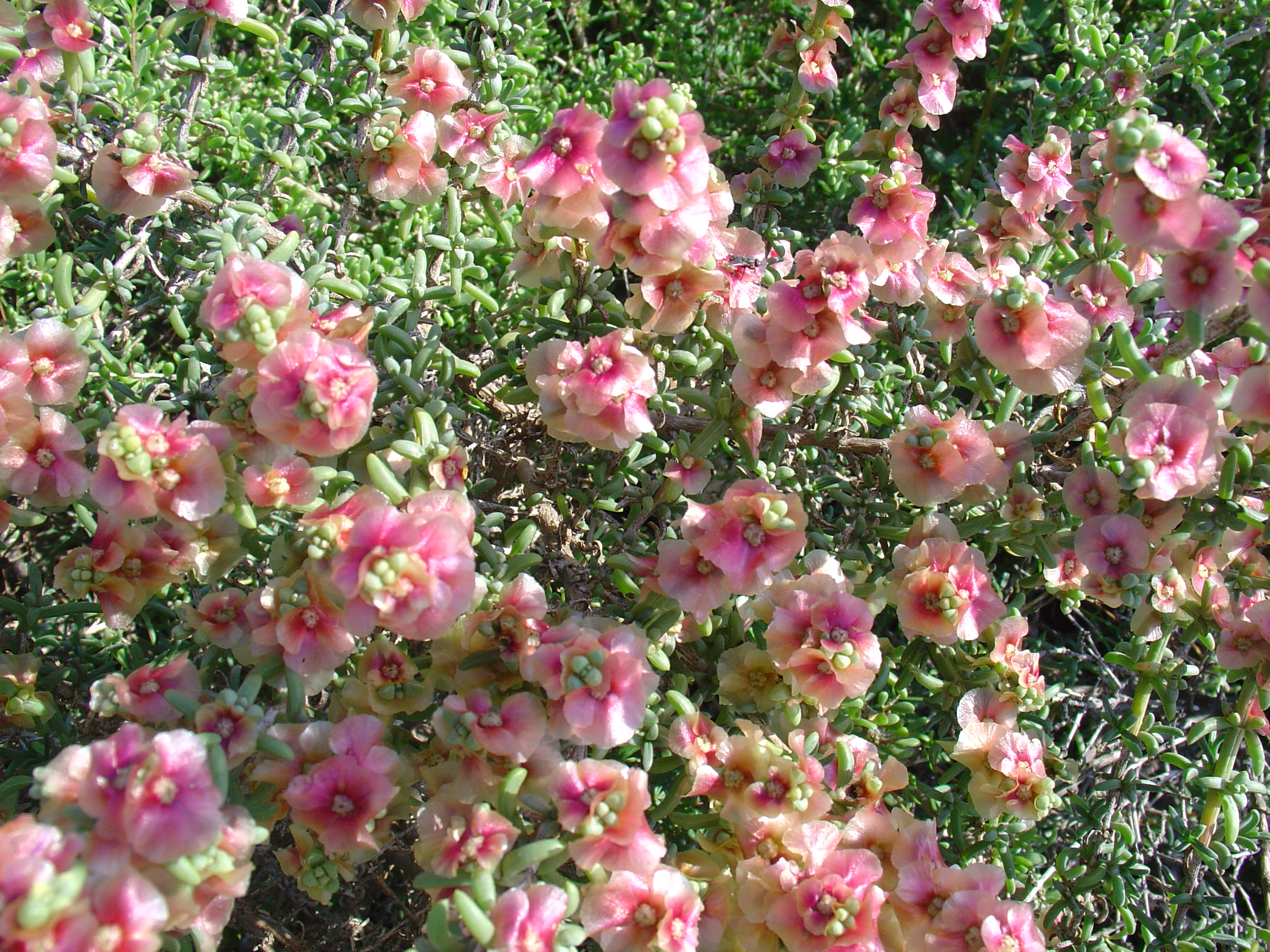
Tribus Salsoleae: Soda oppositifolia, fruchtend

## Verbreitung
Die Unterfamilie Salsoloideae besitzt ihren Schwerpunkt der Artenvielfalt (Diversitätszentrum) in den Wüsten und Halbwüsten von Zentralasien und im Mittleren Osten. Ihre Verbreitung reicht bis ins Mittelmeergebiet und nach Mitteleuropa, nach Nord- und Südliche Afrika und nach Australien, einige Arten sind auch in der Neuen Welt eingeführt worden. Viele Arten wachsen in sehr trockenen Lebensräumen (Xerophyten) oder tolerieren salzige Böden (Halophyten), einige sind Ruderalpflanzen.

## Systematik
Die Typusgattung der Unterfamilie Salsoloideae ist Salsola L.
Molekularbiologische Untersuchungen ergaben, dass die frühere Gliederung nach morphologischen Eigenschaften nicht die phylogenetische Verwandtschaft widerspiegelte und deshalb eine Neueinteilung nötig machte (Die Camphorosmeae werden inzwischen als eigene Unterfamilie Camphorosmoideae abgetrennt.)
Die Unterfamilie Salsoloideae ist in zwei Tribus gegliedert und enthält etwa 38 Gattungen:
- Tribus Caroxyleae Akhani & E.H.Roalson (als Caroxyloneae)[2]:
  - Akhania Sukhor.: Mit drei Arten, die von Griechenland über Südwestasien bis nach Kasachstan vorkommen.[4]
  - Caroxylon Thunb.: (inklusive Nitrosalsola). Mit über 100 Arten, die vom Mittelmeergebiet bis zur Mongolei und bis Südafrika vorkommen.[4]
  - Climacoptera Botsch.: Mit etwa 6-41 Arten, die in den gemäßigten Zonen Asiens vorkommen.[4]
  - Halarchon Bunge: Mit der einzigen Art:
    - Halarchon vesiculosum (Moq.) Bunge: Sie kommt in Afghanistan vor.[5]

  - Halimocnemis C.A.Mey. (Syn. Gamanthus Bunge, Halanthium C.Koch, Halotis Bunge): Mit etwa 27 Arten, die von Europa bis Zentralasien vorkommen.[5]
  - Halocharis Moq.: Mit etwa sieben Arten; sie kommen von West- bis Zentralasien vor[5].
  - Kaviria Akhani & E.H.Roalson: Mit etwa zehn Arten, die in Somalia, Pakistan und im gemäßigten Asien vorkommen.[4]
  - Nanophyton Less.: Mit etwa zehn Arten, die von Europa bis Zentralasien vorkommen[5].
  - Ofaiston Raf.: Mit der einzigen Art:
    - Ofaiston monandrum (Pall.) Moq.: Sie kommt von Südrussland bis Zentralasien vor[5].

  - Petrosimonia Bunge: Mit etwa zwölf Arten, die von Südosteuropa bis Zentralasien vorkommen[5].
  - Piptoptera Bunge: Mit der einzigen Art:
    - Piptoptera turkestana Bunge: Sie kommt in Zentralasien vor[5].

  - Physandra Botsch.: Mit der einzigen Art:
    - Physandra halimocnemis (Botsch.) Botsch. (Syn.: Salsola halimocnemis Botsch.): Sie kommt in Zentralasien vor.[4]

  - Pyankovia Akhani & E.H.Roalson: Mit der einzigen Art:
    - Pyankovia brachiata (Pall.) Akhani & E H.Roalson: Sie kommt von der Krim und dem Iran bis zur Mongolei vor.[4]
- Tribus Salsoleae s. s.[2]
  - Afrosalsola Akhani, mit zwei Arten, die von den Kanarischen Inseln bis nach Nord-Afrika vorkommen.[4]
  - Anabasis L. (inklusive Fredolia (Coss. & Durieu ex Bunge) Ulbr.): Mit etwa 29 Arten, die vom Mittelmeergebiet bis Zentralasien vorkommen[5].
  - Arthrophytum Schrenk: Mit etwa neun Arten, die in West- bis Zentralasien vorkommen[5].
  - Cornulaca Delile: Mit etwa fünf Arten; sie kommen von Ägypten bis Zentralasien vor[5].
  - Cyathobasis Aellen: Mit der einzigen Art:
    - Cyathobasis fruticulosa (Bunge) Aellen: Sie kommt in der Türkei vor[5].

  - Girgensohnia Bunge ex Fenzl: Mit etwa vier Arten; sie kommen von Europa bis Zentralasien vor[5].
  - Halogeton C.A.Mey. (Syn. Agathophora (Fenzl) Bunge, Micropeplis Bunge): Mit etwa fünf Arten; ihre Heimat reicht vom Mittelmeergebiet bis Zentralasien[5].
  - Halothamnus Jaub. & Spach: Mit etwa 21 Arten. Sie kommen von Vorderasien bis Somalia und Afghanistan vor[5].
  - Saxaule (Haloxylon) Bunge: Mit nur zwei Arten:
    - Saxaul (Haloxylon ammondendron (C.A.Mey.) Bunge ex Fenzl): Sie kommt in Zentralasien vor.
    - Weißer Saxaul (Haloxylon persicum Bunge ex Boiss. & Bunge): Sie kommt in Zentralasien vor[5].

  - Hammada Iljin: Mit etwa zwölf Arten, die in Vorderasien und Zentralasien vorkommen.[4]
  - Horaninovia Fisch. & C.A.Mey.: Mit etwa sechs Arten, die in West- und Zentralasien vorkommen[5].
  - Noaea Moq.: Mit etwa drei Arten; sie kommen von Europa bis Westasien vor[5].
  - Nucularia Batt. (Zuordnung fraglich): Mit der einzigen Art:
    - Nucularia perrinii Batt.: Sie kommt in Algerien und in der Sahara vor[5].

  - Oreosalsola Akhani: Mit etwa neun Arten, die in Südwest-, Mittel- und Zentralasien vorkommen.[4]
  - Rhaphidophyton Iljin: Mit der einzigen Art:
    - Rhaphidophyton regelii (Bunge) Iljin: Sie kommt nur in Zentralasien vor[5].

  - Salzkräuter (Salsola L., syn. Kali Mill.): Mit etwa 40 Arten, die in Europa, Asien, Afrika, Australien und in Kalifornien heimisch sind und inzwischen weltweit vorkommen,[4] darunter:
    - Ruthenisches Salzkraut, Steppenläufer (Salsola tragus L.)
    - Kali-Salzkraut (Salsola kali L.)

  - Soda (Dumort.) Fourr.: (Inklusive Fadenia Aellen & C.C.Towns., Lagenantha Chiov.,  Gyroptera Botsch.). Mit etwa 23 Arten, die vom Mittelmeergebiet bis nach Indien und Zentralasien vorkommen.[4]
  - Sympegma Bunge: Mit der einzigen Art:
    - Sympegma regelii Bunge: Sie kommt in Zentralasien vor[5].

  - Traganum Del.: Mit etwa zwei Arten. Sie kommen im nördlichen Afrika und im östlichen Mittelmeergebiet vor[5].
  - Traganopsis Maire et Wilczek: Mit der einzigen Art:
    - Traganopsis glomerata Maire & Wilczek: Sie kommt in Marokko vor[5].

  - Turania Akhani & E.H.Roalson: Mit etwa vier Arten, die im Iran, in Zentralasien und in Xinjiang vorkommen.[4]
  - Xylosalsola Tzvelev: Mit etwa vier Arten, die vom Iran und Kasachstan bis China und die Mongolei vorkommen.[4]
  - Systematische Stellung innerhalb der Salsoleae unklar:
    - Salsola genistoides Juss. ex Poir.: Wird auch als Caroxylon genistoides (Juss. ex Poir.) Pau in die Gattung Caroxylon gestellt.[4]
    - Salsola pachyphylla Botsch.: Kirgisistan.[4]
    - Salsola webbii Moq.: Südspanien und Marokko.[4]
- Systematische Stellung innerhalb der Salsoloideae unklar:
  - Iljinia Korovin ex Kom.: Mit der einzigen Art:
    - Iljinia regelii (Bunge) Korovin ex Kom.: Sie kommt von Zentralasien bis zur Mongolei und China vor.[4]